# هیروکی ایتو
هیروکی ایتو (ژاپنی: 伊藤 宏樹؛ زادهٔ ۲۷ ژوئیهٔ ۱۹۷۸) یک بازیکن فوتبال اهل ژاپن است.
از باشگاه‌هایی که در آن بازی کرده‌است می‌توان به باشگاه فوتبال کاوازاکی فرونتال اشاره کرد.